# Biyouna
Baya Bouzar, in arabo باية بوزار; nota come Biyouna (بيونة) (Belouizdad, 13 settembre 1952), è un'attrice e cantante algerina.

## Filmografia parziale
Cinema
- Délice Paloma, regia di Nadir Moknèche (2007)
- Il reste du jambon?, regia di Anne Depétrini (2010)
- Holiday, regia di Guillaume Nicloux (2010)
- La sorgente dell'amore (La source des femmes), regia di Radu Mihăileanu (2011)
- Beur sur la ville, regia di Djamel Bensalah (2011)

Televisione
- Nās Mlāḥ Siti (2003)
- Nās Mlāḥ Siti 2 (2004)
- Nās Mlāḥ Siti 3 (2006)
- La commune (2007)
- Aïcha (2009-2012)

## Discografia
- 2001 - Raid Zone
- 2006 - Blonde dans la Casbah